# Confédération des Églises protestantes en Basse-Saxe
La Confédération des Églises protestantes en Basse-Saxe est une confédération de cinq églises protestantes régionales sur le territoire du Land de Basse-Saxe. Le siège du secrétariat de la confédération se trouve à Hanovre, au siège de l’Église protestante luthérienne de Hanovre.  Elle regroupe environ 3,8 millions de paroissiens. Sa mission première est d'être l'interlocuteur de l’État de Basse-Saxe et de représenter auprès de lui les intérêts communs des Églises protestantes historiques établies sur son territoire, selon l'accord conclu en ce sens en 1955 (Accord de Loccum (de)). A cela s'ajoutent plusieurs services et institutions communes aux églises membres. 

## Églises membres
La Confédération des Églises protestantes de Basse-Saxe comprend les Églises régionales suivantes, qui sont toutes des Églises membres de l'Église protestante en Allemagne (EKD) :
- Église régionale protestante luthérienne de Brunswick
- Église protestante luthérienne de Hanovre, la plus importante (environ 2,8 millions de membres)[1]
- Église protestante luthérienne d'Oldenbourg
- Église protestante luthérienne de Schaumbourg-Lippe
- Église protestante réformée

## Territoire et histoire
La confédération a été créée en 1971. La raison en était que le Land de Basse-Saxe voulait avoir un interlocuteur unique pour les questions ecclésiastiques. En effet, contrairement aux autres Länder allemands, où, en fonction de l’histoire, il n'y a généralement qu'une ou deux églises régionales (ou plus rarement trois ou quatre), la Basse-Saxe compte cinq églises protestantes historiques, ce qui compliquait les relations avec l’État de Basse-Saxe.
Le Bureau catholique de Basse-Saxe assume en partie des tâches similaires pour les évêchés catholiques romains de Basse-Saxe.
Une fusion de ces cinq églises est à l'étude. Après l'échec d'une première tentative de fusion des églises de Basse-Saxe en 2009, des discussions sont à nouveau en cours depuis mars 2011 à cette fin.
Le territoire s'étend donc sur l'ensemble du Land de Basse-Saxe. Mais comme certaines églises régionales, notamment l’Église protestante réformée, comptent des paroisses en dehors de la Basse-Saxe, le territoire de la confédération s'étend en principe à ces paroisses - sans que celles-ci échappent pour autant à la juridiction de leur État d'implantation.

## Services et institutions communes

### Domaine administratif
La confédération est responsable de différentes institutions administratives communes à toutes les églises membres, dont :
- la Cour de justice (tribunal constitutionnel et administratif commun)
- les Commissions du droit du travail et des services
- les Commissions d'arbitrage et de conciliation
- le Bureau des examens

### Communication et media
La radio des églises protestantes de Basse-Saxe (Evangelischer Kirchenfunk Niedersachsen, EKN) et le journal protestant pour les églises en Basse-Saxe (Evangelische Zeitung für die Kirchen in Niedersachsen) sont sous la responsabilité commune de la confédération.
Elle gère aussi le Centre protestant de services médiatiques (Evangelisches MedienServiceZentrum), qui regroupe :
- l'Association du journalisme protestant (Verband evangelischer Publizistik, VEP). Cette association assume le rôle d'éditeur du Service de presse protestant de Basse-Saxe et de Brême, et travaille en lien étroit avec l'EKN[3].

### Services ecclésiastiques
Les institutions suivantes sont rattachées à la Maison des services de l'Église (Haus kirchlicher Dienste), sous la responsabilité de la confédération :
- Œuvre protestante des auxiliaires de village de Basse-Saxe ;
- Formation protestante pour adultes de Basse-Saxe ;
- Service protestant de la police et des douanes de la confédération des églises protestantes de Basse-Saxe ;
- Responsable des questions environnementales (Umweltbeauftragter). De 1979 à 2002, ce poste a été tenu par le responsable de ces question au sein de l’Église du Land de Hanovre. Le premier titulaire de ce poste a été Paul Gerhard Jahn (1979-1990), suivi par Hans Joachim Schliep (1990-2000) et Dine Fecht (2000-2002) ;
- plusieurs églises régionales participent à l'association "Rencontre des chrétiens et des juifs de Basse-Saxe e.V.", qui est affiliée à la Maison des services de l'Église.

Depuis janvier 2014, les tâches diaconales des Églises membres sont prises en charge par l'œuvre diaconale commune de Basse-Saxe (Diakonische Werk in Niedersachsen).
Depuis 2016, le séminaire pastoral de Basse-Saxe à Loccum est un établissement commun à plusieurs églises de Basse-Saxe, mais il est placé sous la responsabilité de l'église régionale de Hanovre. Le centre de formation pour prédicateurs de l'Église régionale de Hanovre à Loccum est également utilisé conjointement par les Églises membres de la confédération.
L'association des collaborateurs ecclésiastiques de Hanovre (Verband der kirchlichen Mitarbeiterinnen und Mitarbeiter Hannover) est une association représentative des intérêts des salariés de la Confédération des Églises protestantes de Basse-Saxe.
Par ailleurs, l'œuvre missionnaire de Basse-Saxe (das Missionswerk Niedersachsen) est une institution commune à plusieurs églises membres.

## Organisation
L'organe directeur de la Confédération est le Conseil de la Confédération, dans lequel siègent les ecclésiastiques dirigeants (évêques ou surintendants régionaux) et les fonctionnaires des cinq églises régionales. Le président du "Conseil de la Confédération" est depuis 2021 l'évêque d'Oldenbourg Thomas Adomeit.
L'administration de la Confédération incombe au secrétariat.  
Les représentants autorisés de la Confédération sont la secrétaire générale de l’Église (Oberlandeskirchenrätin) Andrea Radtke (en tant que directrice du secrétariat) et l'Oberlandeskirchenrätin Kerstin Gäfgen-Track pour l'éducation et la théologie.
La Confédération avait jusqu'en 2014 un synode composé de 48 délégués synodaux. Ceux-ci décidaient des lois et des finances de la confédération. En janvier 2015, ces tâches ont été rendues aux synodes des églises membres. 